# Холланд, Генри (архитектор)

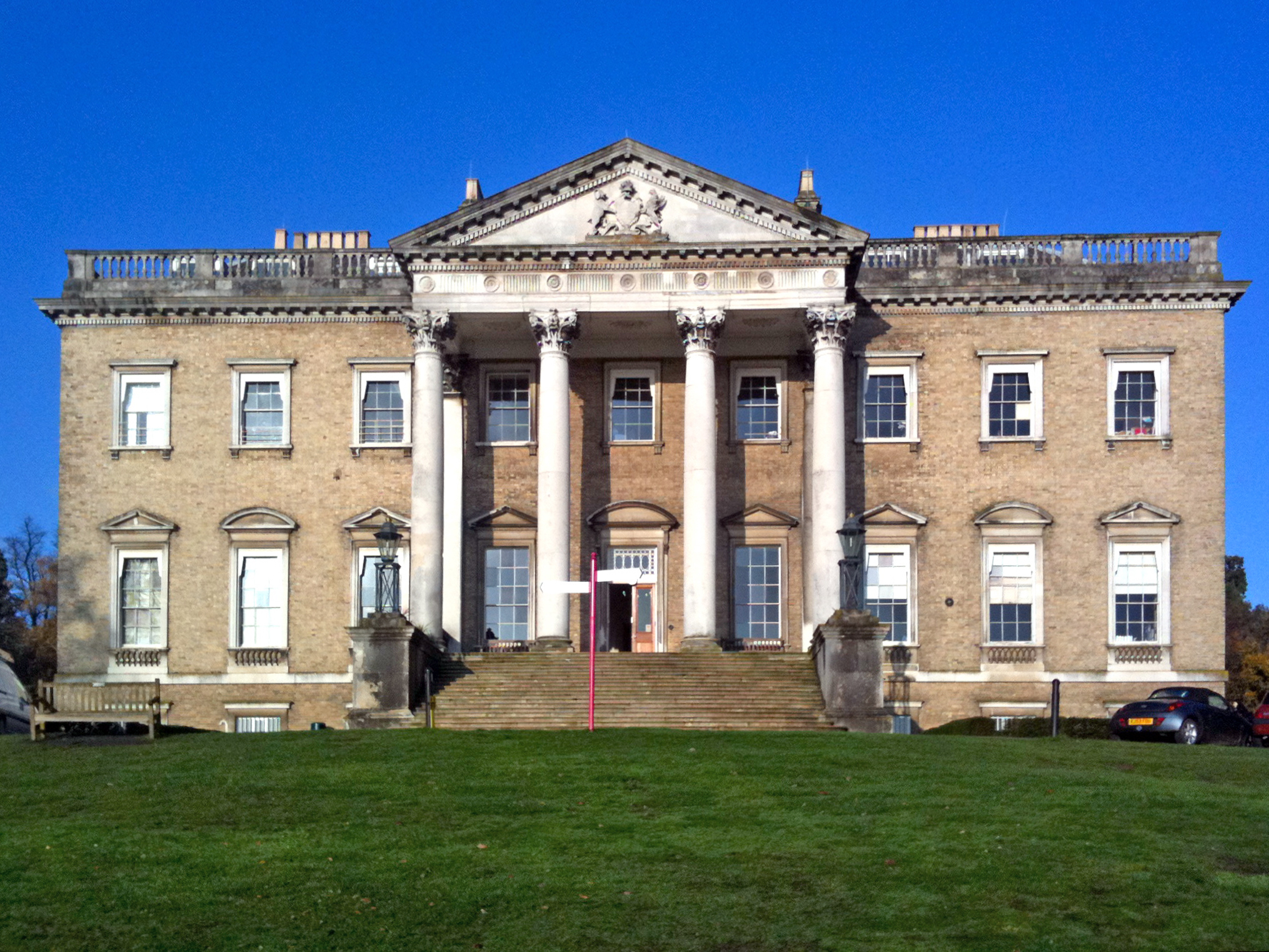
Клермонт Хаус (Claremont House), около 1771

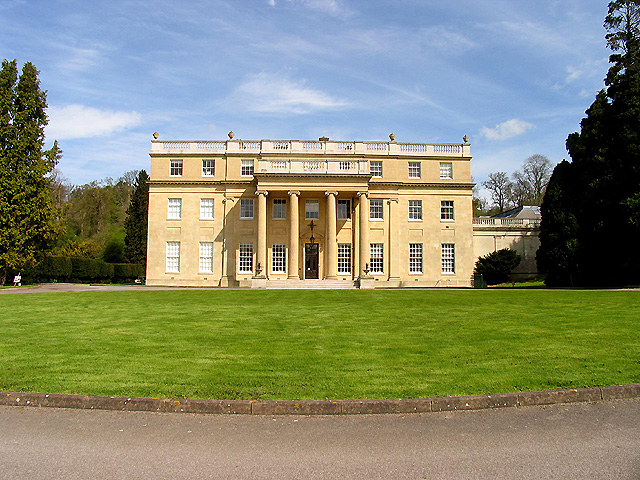
Бенхэм-Парк, Беркшир (Benham Park, Berkshire) 1774-75

Генри Холланд (англ. Henry Holland; 20 июля 1745, Фулем, Лондон — 17 июня 1806, Лондон) — английский архитектор. Представитель архитектуры неоклассицизма Британии.

## Биография
Сын владельца строительной фирмы. Первые навыки практических аспектов строительства получил у своего отца.
Самостоятельную карьеру начинал, как ассистент ландшафтного архитектора Ланселота Брауна, позже в 1771 году стал его партнёром и зятем (в 1773). В 1772 году к ним присоединился Джон Соун.
Последователь палладианства в архитектуре Великобритании XVIII века.
В 1787 году посетил Париж, после чего стиль дизайна интерьера и архитектуры в его работах стал не столько адамовым, сколько современным французским.
Холланд был одним из основателей в 1791 году Клуба архитекторов.\
Похоронен в церкви Всех Святых в Фулхэме, в нескольких минутах ходьбы от места своего рождения.

## Творчество
Среди работ Холланда в Лондоне — здание клуба Брукса (1776—1778) и две крупных реконструкции, не со хранившиеся до нашего времени: Карлтонхаус (построен в 1787, снесен в 1826), городская резиденция принца Уэльского, а также здание Королевского театра, также известного как театр «Друри Лейн» (1791—1794, сгорело в 1809), построенное по заказу драматурга и импресарио Ричарда Бринсли Шеридана. В Брайтоне Холланд построил копию загородного дома принца, а затем соединил оба здания ротондой, имеющей низкий купол и два двухэтажных крыла.
Наиболее известен своим оригинальным Морским павильоном в Брайтоне, графство Суссекс, построенным в 1786—1787 годах для принца-регента, впоследствии короля Георга IV и Королевским павильоном в Брайтоне (Великобритания).
Элегантный и простой неоклассицизм Холланда контрастировал с более роскошными неоклассическими зданиями его великого современника Роберта Адама.

## Работы Генри Холланда

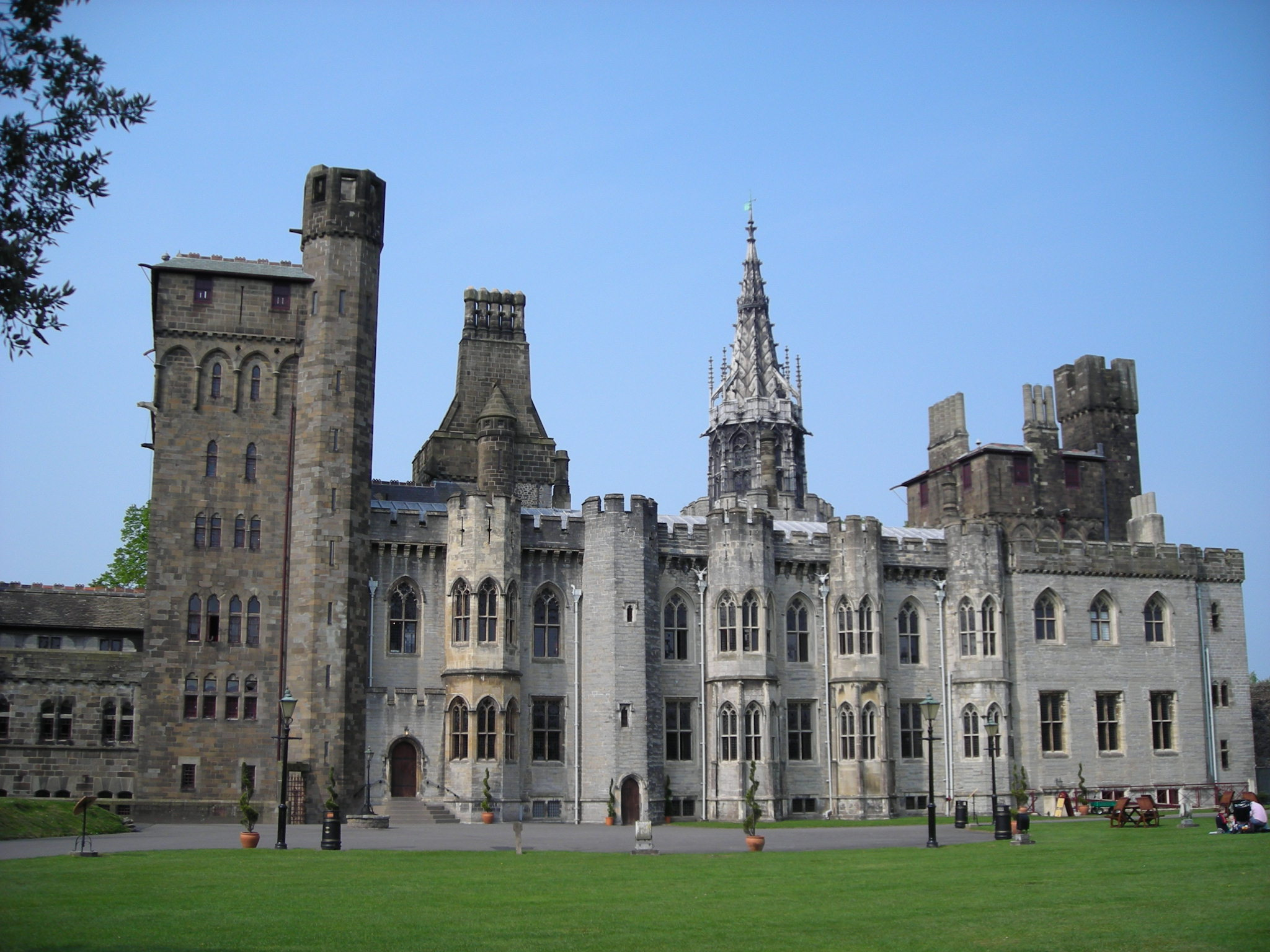
Cardiff Castle
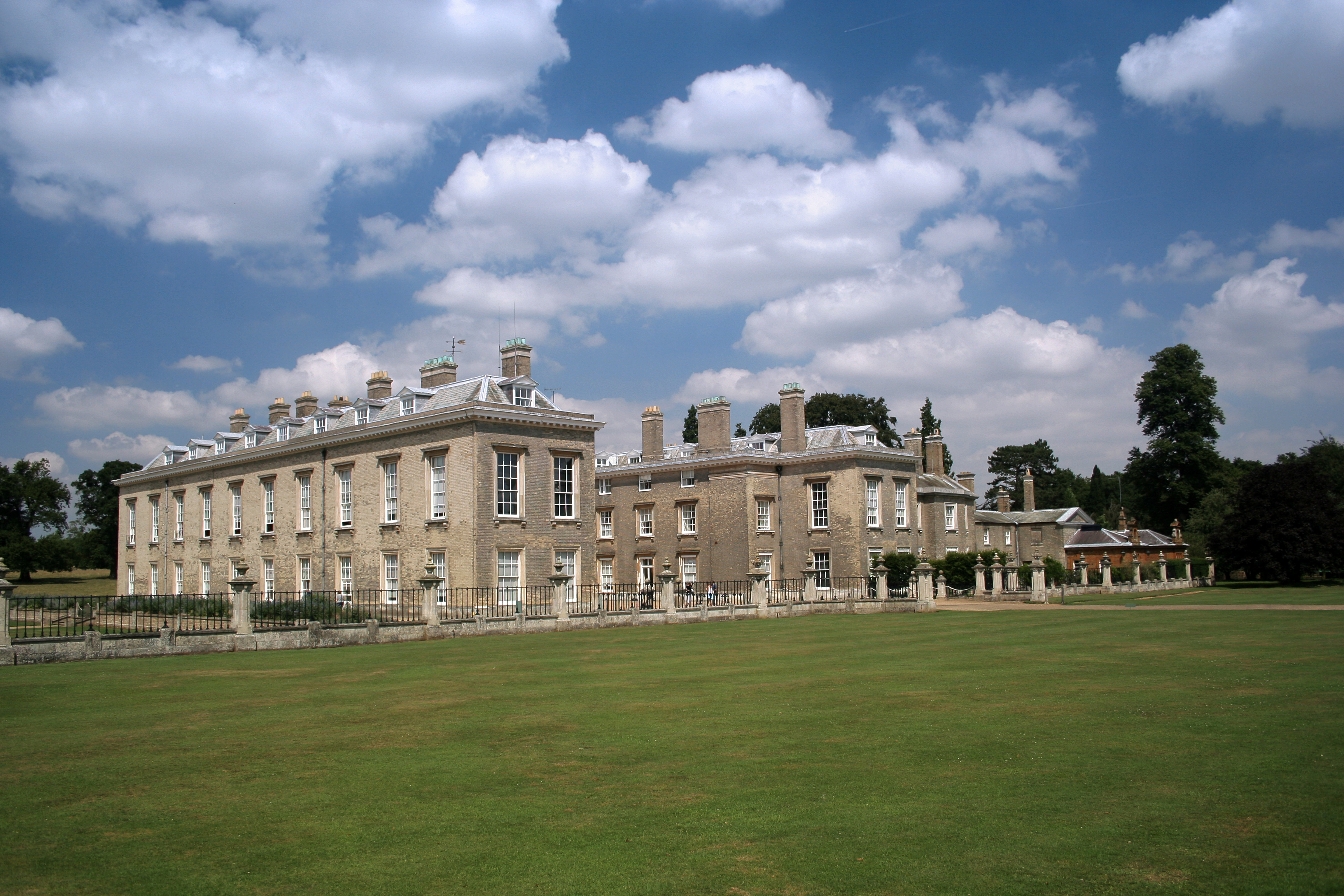
Althorp House
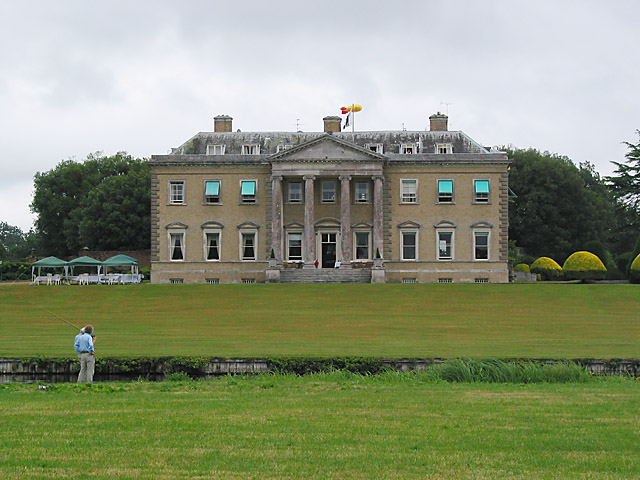
Broadlands House
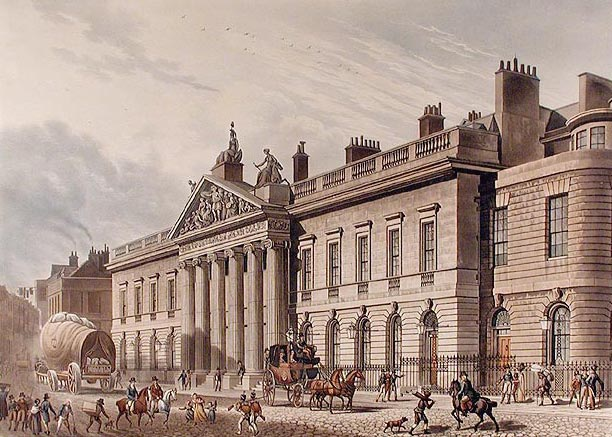
East India House
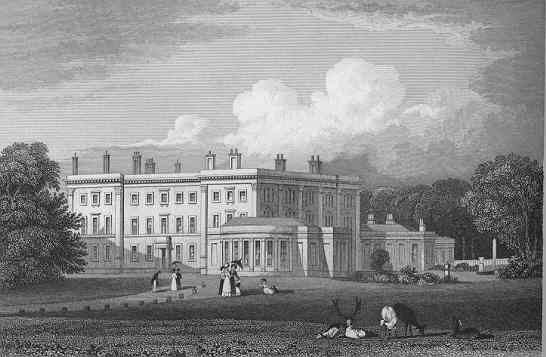
Trentham Hall
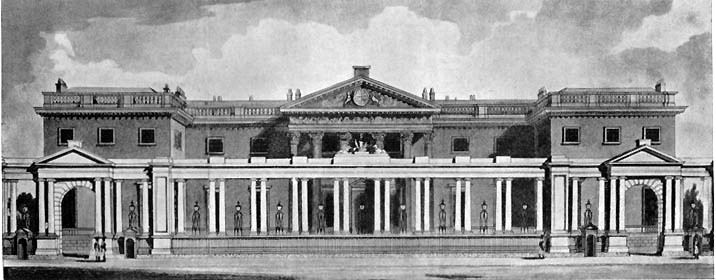
Carlton House
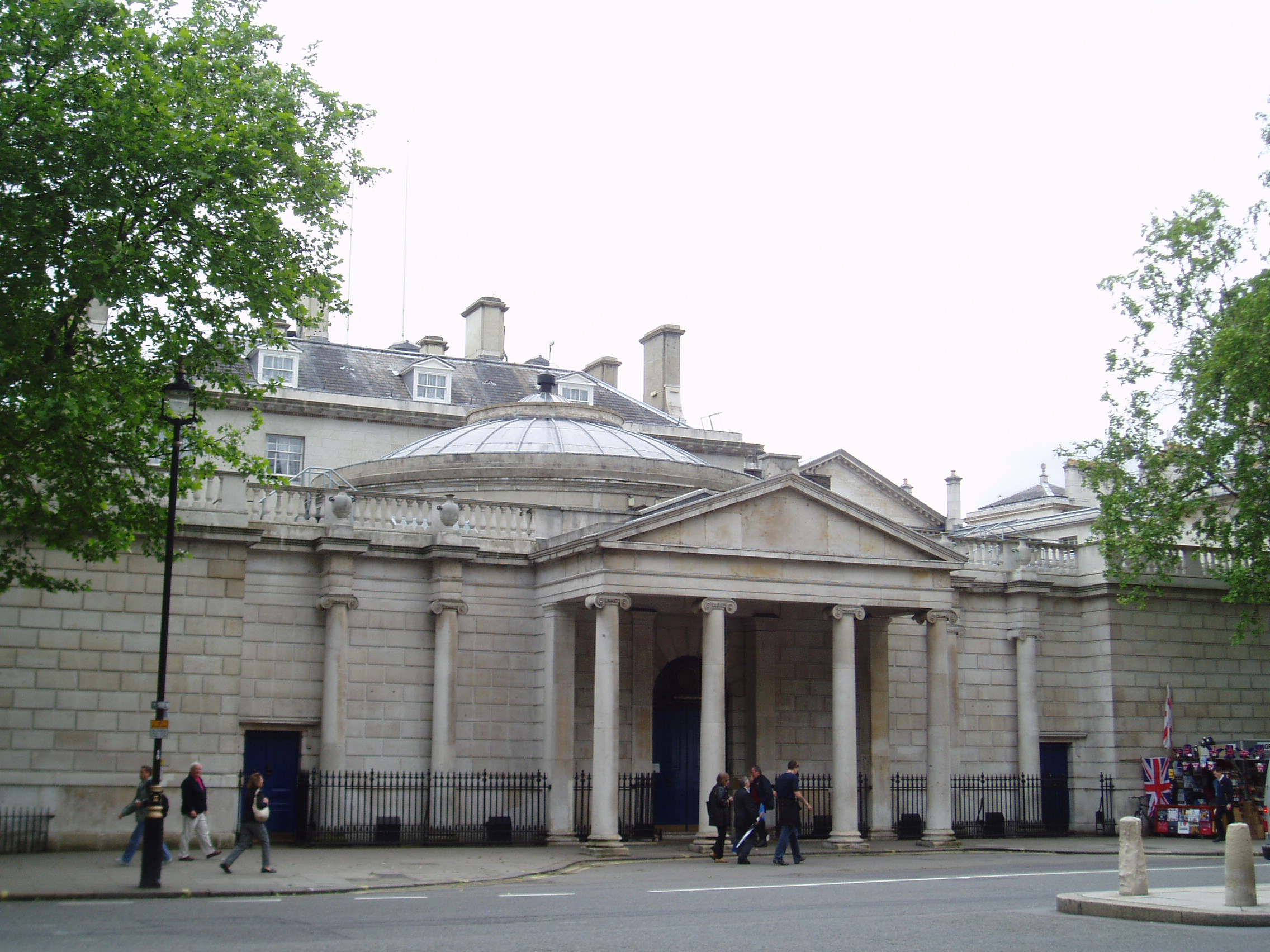
Dover House, Whitehall
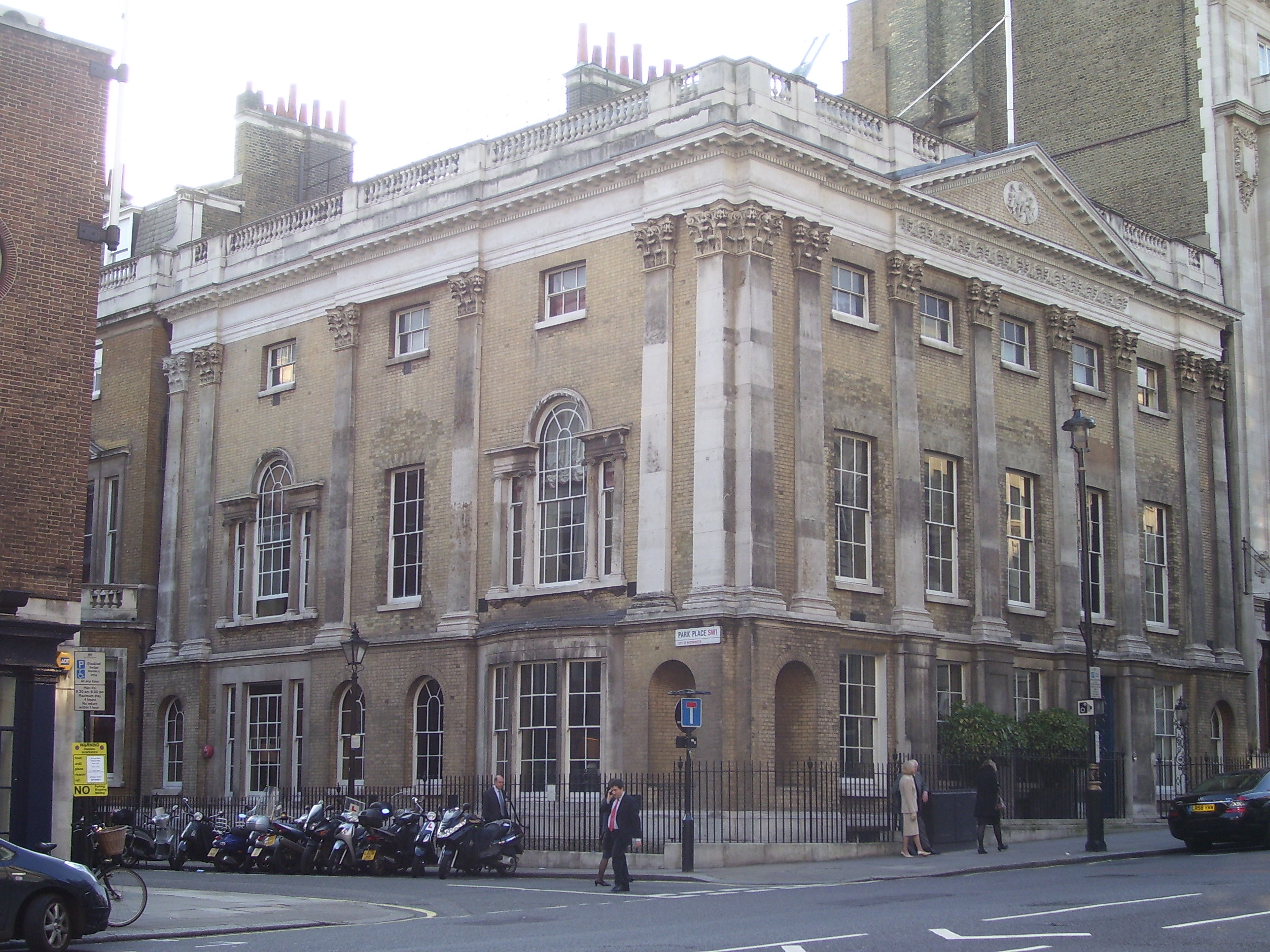
Brooks's